# Urquillos
Urquillos es una localidad peruana ubicada en la región Cuzco, provincia de Urubamba, distrito de Huayllabamba. Se encuentra a una altitud de 2,980 m s. n. m. Tiene una población de habitantes en 1993.
Urquillos es una comunidad campesina perteneciente al distrito de Huayllabamba, tiene un Anexo el sector de Peccaccachu que está en colindancia con el distrito de chinchero. Esta comunidad esta organizada mediante siete cuadrillas, las cuadrillas son agrupaciones de los sectores que están relacionadas con actividades a la Semana Santa.

## Festividades
En el mes de febrero la comunidad realiza el "Linderaje" una costumbre relacionada con la demarcación de los límites de la comunidad, mediante esta costumbre se da a conocer a los jóvenes los hitos del dominio comunal, para esta costumbre la comunidad convoca a sus 7 cuadrillas. Esta costumbre inicia con el ascenso a las montañas siendo el más alto el "Cóndor tiana" donde comentan que a pesar de la presencia del sol, allí sigue haciendo frío. Al retornar las cuadrillas a la localidad estas son recibidas por las mujeres con un ambiente de fiesta con comida y bebida toda la comunidad baila alrededor de un árbol "La yunsa" y juega con el agua, es un ambiente carnavalesco con estilo "Urquillino".
En el mes de marzo, la fiesta de San Juan de Dios, "El Médico de los pobres", en cuyo día central es el día 8. La fiesta inicia una noche antes del día central con el "Qonoy" o velada con estilo único en el valle sagrado de los incas, en esta actividad la población inicia el ascenso a las montañas más altas de la comunidad que son colindantes con la comunidad de Huycho, con la finalidad de iniciar bailes con bandas y mostrar a ellos el ambiente fiestero de Urquillos, al iniciar el descenso de la montaña se inicia la tala de "Achupallas" que serán transportadas con soga y poncho a la plaza, para esta actividad todos los participantes ordenadamente dan tres vueltas bailando, saltando y realizando choques entre ellos, según comentan el dolor de las achupallas las cura el santo "San Juan de Dios", luego de esa actividad las achupallas son colocadas en filas y quemadas en las puertas del templo mientras la gente sigue jugando, bailando y saltando sobre el fuego.
Al día siguiente se tiene la costumbre de "Sanación Espiritual" en la que se saca la mano del santo y se le pasa a los fieles peregrinos que llegan de distintos lugares de la región del Cusco y otras regiones, el espectáculo de fe y devoción también es compartido por los turistas extranjeros, de igual manera dentro del templo hay un tipo de tierra que los lugareños denominan "santa" debido a las propiedades curativas. Esos días también es posible contemplar la venta de hierbas medicinales.
En el mes de mayo, se tiene la fiesta de las cruces. Esta celebración según investigaciones arqueoastronómicas, está relacionada con la posición de la constelación de la Chakana, símbolo andino relacionado con la cosmovisión andina que hoy es conocida como la constelación de Cruz del Sur. En esa fiesta se celebra a las cruces. He aquí una pequeña historia:

### La Capilla del Señor de Torrechayoc de Urquillos
Cierto día en el sector de Mosoqllacta se tenía una faena de limpieza del canal de riego y a la hora del descanso se reunieron todos los faenantes a compartir todo lo que se llevaron para comer, como es costumbre: "el mote, la chicha junto con el ají o rocoto picado", en esa reunión cada uno de ellos empieza a comentar que habían cruces que estaban muy lejos como a dos horas de la comunidad en las cimas de los cerros y estas lloraban en los sueños de los abuelos diciendo que tenían frío. 
A la mañana siguiente con el reflejo de la luna llena se inicia el ascenso buscando un lugar óptimo para la construcción para lo cual los faenantes cargaron herramientas como picos y palas junto con la chicha y mote en la espalda de los burros, el ascenso se inició buscando un lugar que parezca un mirador a la comunidad, pero la sorpresa fue que cuando empezaban a subir, los burros se escaparon corriendo por toda la montaña, nadie podía atraparlos debido a que aun no salía el sol, los burros tras ese espectáculo llegan a un cansancio y se sientan en una lomada y no deciden pararse, los faenantes molestos y cansados empiezan a buscar la chicha que amarraron en la espalda de los burros y estas no estaban. Es eso del cansancio se sentaron y miraron al pueblo, se sentaron y se dieron cuenta de que ese lugar era el lugar perfecto para construir la capilla y tras calmarse del cansancio milagrosamente pudieron ver a su costado un barril con chicha en su interior.

## Clima
| Parámetros climáticos promedio de Urquillos | Parámetros climáticos promedio de Urquillos | Parámetros climáticos promedio de Urquillos | Parámetros climáticos promedio de Urquillos | Parámetros climáticos promedio de Urquillos | Parámetros climáticos promedio de Urquillos | Parámetros climáticos promedio de Urquillos | Parámetros climáticos promedio de Urquillos | Parámetros climáticos promedio de Urquillos | Parámetros climáticos promedio de Urquillos | Parámetros climáticos promedio de Urquillos | Parámetros climáticos promedio de Urquillos | Parámetros climáticos promedio de Urquillos | Parámetros climáticos promedio de Urquillos |
| Mes                                         | Ene.                                        | Feb.                                        | Mar.                                        | Abr.                                        | May.                                        | Jun.                                        | Jul.                                        | Ago.                                        | Sep.                                        | Oct.                                        | Nov.                                        | Dic.                                        | Anual                                       |
| ------------------------------------------- | ------------------------------------------- | ------------------------------------------- | ------------------------------------------- | ------------------------------------------- | ------------------------------------------- | ------------------------------------------- | ------------------------------------------- | ------------------------------------------- | ------------------------------------------- | ------------------------------------------- | ------------------------------------------- | ------------------------------------------- | ------------------------------------------- |
| Temp. media (°C)                            | 14.3                                        | 14.2                                        | 14.2                                        | 14.1                                        | 13.1                                        | 12.1                                        | 12                                          | 12.9                                        | 13.9                                        | 15.1                                        | 15                                          | 14.4                                        | 13.8                                        |
| Temp. mín. media (°C)                       | 7.7                                         | 7.8                                         | 7.6                                         | 6.6                                         | 4.9                                         | 3.2                                         | 3.2                                         | 3.9                                         | 6.1                                         | 7.4                                         | 7.6                                         | 7.7                                         | 6.1                                         |
| Fuente: climate-data.org                    |                                             |                                             |                                             |                                             |                                             |                                             |                                             |                                             |                                             |                                             |                                             |                                             |                                             |